# فرنسيس مارشال (عسكري)
فرنسيس مارشال (بالإنجليزية: Francis Marshall)‏ هو عسكري أمريكي، ولد في 26 مارس 1867 في غالينا في الولايات المتحدة، وتوفي في 7 ديسمبر 1922 في جبال كوياماكا ‏ في الولايات المتحدة.